# 태풍 팅팅
태풍 팅팅(Typhoon Tingting)은 2004년 제8호 태풍이다. 팅팅(婷婷)은 홍콩에서 제출한 태풍의 이름으로, 소녀의 애칭을 뜻한다. 홍콩의 요청으로 '야냔'과 함께 제명되어 홍콩 현지에서 진행된 태풍 이름 공모를 통해 선발된 라이언록으로 대체되었다.

## 같이 보기
- 2004년 태풍